# Naa
Naa ist eine Insel am Nordende von North Tarawa des Tarawa-Atolls in den Gilbertinseln des Inselstaats Kiribati im Pazifischen Ozean.

## Geographie
Naa ist ein Motu am Nordende des Atolls von Tarawa. Zum Hauptort Bairiki in South Tarawa sind es  32 km und 60 km zum benachbarten Atoll Marakei.
Die Insel besteht nur aus einem zerklüfteten Ausläufer des Riffs, ist aber durch eine Straße am Ostrand des Atolls mit  Buariki im Süden verbunden.

## Klima
Das Klima ist tropisch heiß, wird jedoch von ständig wehenden Winden gemäßigt. Ebenso wie die anderen Inseln des Tarawa-Atolls wird Naa gelegentlich von Zyklonen heimgesucht.